# Tiden der fulgte - de 141 dage
|  | Denne artikel er oprettet af botten PalnaBot ud fra en ekstern database. Den kan derfor have sproglige fejl eller mangler. Denne skabelon kan fjernes efter kontrol af indholdet. |

Tiden der fulgte - de 141 dage er en film instrueret af Ib Makwarth efter eget manuskript.

## Handling
Fortsættelse af filmen "De 141 dage" om konflikten i Det Berlingske Hus mellem typografer og arbejdsgivere. Filmen viser, hvordan typograferne tog afsked med blyet. Den nye teknik har vundet indpas, en masse typografer er blevet afskediget, og andre er ved at blive omskolet.